# Paweł Strąk
Paweł Strąk est un footballeur polonais né le 24 mars 1983 à Ostrowiec Swietokrzyski.

## Carrière
- 2001-2002 :  Wisła Płock
- 2002-2004 :  Wisla Cracovie
- 2004-2006 :  Zagłębie Lubin
- 2006-2008 :  GKS Bełchatów
- 2008 :  SV Ried
- 2008-2011 :  Górnik Zabrze
- 2012-2015 :  Zawisza Bydgoszcz

## Sélections
- 0 sélection et 0 but avec la  Pologne depuis 2014.

## Palmarès
- Wisla Cracovie :

- Vainqueur du Championnat de Pologne : 2003, 2004
- Vainqueur de la Coupe de Pologne : 2003

- Zawisza Bydgoszcz :

- Vainqueur de la Coupe de Pologne : 2014
- Vainqueur du Championnat de Pologne de football D2 : 2012-2013